# اسلوفیانسک
اسلوفیانسک (به اوکراینی: Слов'янськ) شهری است در استان دونتسک که در کشور اوکراین واقع شده‌است. جمعیت این شهر ۱۰۶,۹۷۲ نفر (۲۰۲۱ تخمینی) است.